# هالنبک-روهلسدورف
هالنبک-روهلسدورف (به آلمانی: Halenbeck-Rohlsdorf) یک شهر در آلمان است که در پریگنیتس واقع شده‌است. هالنبک-روهلسدورف ۶۶۱ نفر جمعیت دارد.